# Джон Готтовт
Джон Ґоттовт (уроджений Ісідор Гезанг; нар. 15 червня 1881, Львів, Долитавщина, Австро-Угорщина — пом. 29 серпня 1942, Величка, Малопольське воєводство, Республіка Польща) — австрійський актор, театральний режисер і кінорежисер німого кіно.

## Життєпис
Ґоттовт народився у місті Лемберг, Австро-Угорщина (нині Львів, Україна) у єврейській родині. Після навчання у Відні приєднався до Німецького театру в Берліні в 1905 році, працюючи під керівництвом Макса Рейнхардта як актор і режисер. Ґоттовт був переважно активним у різних театрах Берліна як актор і режисер.
Його перша поява в німому кіно відбулася у фільмі Пауля Вегенера «Празький студент» (нім. Der Student von Prag; 1913). У 1920 році він з'явився у фільмі Роберта Віна «Справжня» і зіграв головну роль у ранньому науково-фантастичному фільмі «Алгол». У 1921 році зіграв професора Бульвера (Авраам ван Хельсінг) у класичному німому фільмі «Носферату» режисера Ф. В. Мурнау.
Ґоттовт також зняв кілька фільмів зі своїм зятем Хенріком Галіном, але, оскільки він був євреєм, у 1933 році йому було заборонено працювати професійним актором. Після кількох років у Данії він переїхав до Кракова в Польщі. У 1942 році, був убитий офіцером СС під час переховування у Величці під виглядом римо-католицького священника.

## Фільмографія
- Der Student von Prag (1913, режисер Стеллан Рай), як Скапінеллі.
- Das schwarze Los. Pierrots letztes Abenteuer (1913, режисер Джон Готтовт і Еміль Альбес), як Брігелла.
- Die büßende Magdalena (1915, режисер Еміль Альбес).
- Satan Opium (1915, режисер Зігфрід Дессауер).
- Принцеса Нейтралії (1917, режисер Рудольф Бібрах), як Джо Вандерголт, мільярдер.
- Пер Гюнт. 1. Пер Гюнтс Югенд (1918, режисер Віктор Барновський), як Старий.
- Пер Гюнт 2. Wanderjahre und Tod (1918, режисер Віктор Барновський), як Старий.
- Морфіум (1919, режисер Бруно Зінер).
- Der rote Henker (1919, режисер Рудольф Бібрах), як Лангели, придворний блазень.
- Заборонений шлях (1920, режисер Хенрік Ґалін), як Лукас.
- Genuine (1920, режисер Роберт Віне), як Ґуярд, перукар.
- Ніч королеви Ізабо (1920, режисер Роберт Він), роль горбатого придворного блазня.
- Der Bucklige und die Tänzerin (1920, режисер Ф. В. Мурнау), як Джеймс Вілтон.
- Niemand weiß es (1920, режисер Лупу Пік) — сценарист.
- Алгол (1920, режисер Ганс Веркмайстер), прибулець з планети Алгол.
- Die tote Stunde (1920, режисер Фрідріх Фехер).
- Парижанки (1921, режисер Лео Ласко), як Арістід.
- Палаюча країна (1921, режисер Хайнц Геральд), як Владислав.
- Сюзанна Странцкі (1921, режисер Отто Ріпперт).
- Nosferatu, eine Symphonie des Grauens (1922, режисер Ф. В. Мурнау), як професор Бульвер ( ван Гельсінг).
- Чорна зірка (1922, режисер Джеймс Бауер).
- Elixiere des Teufels (1922, режисер Адольф Абтер).
- Фальшивий Дмитро (1922, режисер Ганс Штайнхофф), як придворний блазень Івана.
- Грошовий диявол (1923, режисер Гайнц Ґолдберг), як Блек.
- Waxworks (1923, режисер Пол Лені), як власник музею воскових фігур.
- Menschenopfer (1923, режисер Карл Вільгельм).
- Ми повинні мовчати? (1926, режисер Річард Освальд), як асистент лікаря.
- Нічний політ (1926, режисер Амлето Палермі), як слуга.
- Принц Луї Фердинанд (1927, режисер Ганс Берендт), як редактор газети.
- Unheimliche Geschichten (1932, режисер Річард Освальд), як співробітник музею механіки.

## Зовнішні посилання
- Джон Готтовт на сайті IMDb (англ.)
- filmportal.de